# Quintinus Pessers
Quintinus Pessers OFM (* 4. Oktober 1896 in Tilburg; † 26. Dezember 1995 in Weert) war ein niederländischer Franziskaner und Apostolischer Präfekt von Kiangchow in China.

## Leben
Carolus („Karel“) Franciscus Henricus Maria Pessers wurde 1896 in Tilburg als Sohn des Direktors einer Gerberei geboren. 1916 mit dem Ordensnamen Quintinus in den Franziskanerorden eingetreten, wurde er am 11. März 1923 in Weert zum Priester geweiht und noch im selben Jahr in die Mission nach Zentralchina entsandt. Sein Wirkungsort dort war die historische Stadt Kiangchow, das heutige Yuncheng, in der Provinz Shanxi. Nach einem Zwischenaufenthalt in den Niederlanden 1935 bis Anfang 1936 wurde er im November 1936 zum Apostolischen Präfekten der neu errichteten Apostolischen Präfektur Kiangchow ernannt und hatte damit eine bischofsähnliche Funktion. Die Kirche, die er mit finanzieller Unterstützung seiner Familie als Kathedrale in Yuncheng bauen ließ, ist einer von vier noch bestehenden neogotischen Kirchenbauten in China.
Nach der japanischen Besetzung Chinas während des Zweiten Weltkriegs, die er in einem japanischen Internierungslager verbrachte, wurde er nach der Machtübernahme durch die Kommunisten 1947 verhaftet. Im Dezember desselben Jahres gelangte über den niederländischen Botschafter in China die Nachricht über seinen gewaltsamen Tod (durch Steinigung und Enthauptung) nach Europa. Bischof Nicolas Stam MHM von den Mill-Hill-Missionaren hielt am 15. Dezember 1947 ein Pontifikalrequiem in der ehemaligen Paterskerk in Tilburg (Hl. Vinzenz von Paul); der Franziskanerpater De Wit aus Gouda, ein ehemaliger Klassenkamerad Pessers’, hielt die Leichenpredigt.
Zwei Jahre später, im Februar 1950, nahm P. Quintinus gemeinsam mit vier niederländischen Schwestern der Kongregation Kleine Schwestern von Sankt Josef aus Heerlen Kontakt mit der niederländischen Botschaft in Peking auf; die Todesmeldung war falsch gewesen, er hatte die achtmonatige Haft trotz der schlechten Haftbedingungen überlebt. Vier Jahre lang weigerte er sich, China zu verlassen, wurde aber im Februar 1954 von den Behörden zur Ausreise nach Hongkong gezwungen und verließ als letzter Europäer Yuncheng. Im selben Jahr kehrte er in die Niederlande zurück, wo er im Dienst seines Ordens mit verschiedenen Aufgaben betraut war. Unter anderem war er zehn Jahre Guardian in Stoutenburg und in Megen, danach bis 1991 Rektor des Johannes-von-Gott-Krankenhauses in Utrecht. In seiner Eigenschaft als Apostolischer Präfekt nahm er als Konzilsvater an drei der vier Sitzungsperioden des Zweiten Vatikanischen Konzils teil.
Die letzten vier Lebensjahre lebte P. Quintinus in einem klösterlichen Pflegeheim in Weert, wo er am zweiten Weihnachtstag 1995 im Alter von 99 Jahren starb.